# Watoosh!
Watoosh! es el único álbum de estudio lanzado en 1999 por la banda canadiense Pezz, antes de que cambiara su nombre a Billy Talent. Pezz tuvo que cambiar su nombre debido a que una banda estadounidense con el mismo nombre amenazó con demandarles. El álbum fue relanzado en 2005 por Atlantic Records.

## Lista de canciones
Todas las letras escritas por Pezz (Billy Talent) a excepción de "New Orleans Is Sinking", original de The Tragically Hip.
| N.º | Título                                                   | Duración |  |
| 1.  | «M & M»                                                  | 4:16     |  |
| 2.  | «Fairytale»                                              | 4:21     |  |
| 3.  | «Nita»                                                   | 4:51     |  |
| 4.  | «Mother's Native Instrument»                             | 4:56     |  |
| 5.  | «Bird in the Basement»                                   | 3:44     |  |
| 6.  | «Recap»                                                  | 3:40     |  |
| 7.  | «When I Was a Little Girl»                               | 2:05     |  |
| 8.  | «Warmth of Windows»                                      | 3:03     |  |
| 9.  | «Square Root of Me»                                      | 3:57     |  |
| 10. | «Absorbed»                                               | 5:22     |  |
| 11. | «New Orleans Is Sinking» (Versión de The Tragically Hip) | 1:15     |  |

- La pista 13 es una instrumental, mientras que las pistas 11, 12, 14, 15 y 16 están en blanco.
- La canción "M & M" trata sobre un grupo de niños góticos que solían ir a la tienda HMV donde Kowalewicz trabajaba.[1]

## Miembros
- Benjamin Kowalewicz - Vocalista principal
- Ian D'Sa - Guitarra, coros, material gráfico
- Jonathan Gallant - Bajo, coros
- Aaron Solowoniuk - Batería
- Brad Nelson - Productor